# Ingenuus
Ingenuus (volledige naam onbekend) (? - 260) was een Romeins usurpator (tegenkeizer). Hij riep zichzelf uit tot Romeins keizer in waarschijnlijk 260.
Gallienus had Ingenuus een hoge militaire positie in Pannonia gegeven, en bij die positie hoorde waarschijnlijk (hoewel dit niet zeker is) het onderwijzen en beschermen van Gallienus' oudste zoon, Valerianus II, die sinds 256 Caesar was. Hiermee kon hij in 258 ophouden vanwege de vroegtijdige dood van de jonge Valerianus aan onbekende oorzaken. Of Ingenuus hiermee iets te maken had is onduidelijk, maar hij had waarschijnlijk de schijn tegen. Gallienus had echter wel andere dingen aan zijn hoofd (zijn regering was die met de meeste usurpators (13), en met uiteraard ook een flinke dosis barbaarse invallen), en Ingenuus was veilig. 
De meeste geleerden gaan ervan uit dat Ingenuus in 260 in opstand kwam, na de dood van keizer Valerianus I, die door de Perzen gevangen was genomen. Hij zag waarschijnlijk (net als vele andere, zoals Regalianus en Postumus) zijn kans schoon om de hele dynastie weg te werken. Sommigen denken echter dat dit al in 258 was, na de dood van Valerianus II. Hoe het ook zij, Ingenuus heeft niet lang van zijn keizerschap kunnen genieten. Gallienus spoedde zich naar Pannonia en versloeg Ingenuus bij Mursa. In de slag werd de kracht van de vernieuwde Romeinse cavalerie (onder leiding van Aureolus) duidelijk.
Hoelang Ingenuus keizer is geweest is onbekend, maar het kan nooit erg lang zijn geweest aangezien er geen munten van hem bekend zijn.